# Quercus pagoda
Quercus pagoda — вид рослин з родини букових (Fagaceae); ендемік південно-східних регіонів США.

## Опис
Це велике швидкоросле листопадне дерево, яке зазвичай росте до 40 метрів у висоту, з довгим прямим стовбуром, вільним від нижніх гілок. Кора майже чорна, на вікових рослинах нагадує кору вишні (з лусочками, що лущаться на гладкому стовбурі), внутрішня кора помаранчева. Гілочки жовтувато-коричневі, запушені. Листки 8–30 × 5–15 см, голі; основа клиноподібна; верхівка гостра; 2–3 пари часточок під прямим кутом або майже так (рідко коливаються), більш правильні, ніж у Q. falcata; верх голий, блискучий зелений; низ трохи сірувато-зелений, з шовковистим, жовтуватим запушенням; ніжка листка завдовжки 2–5 см, товстий, злегка запушений. Цвіте навесні. Жолуді дворічні, трапляються коли дереву 25 років; горіх майже кулястий, 9–15 × 8–16 мм, часто смугастий, запушений; чашечка від блюдцеподібної до чашоподібної, заввишки 3–7 мм і 10–18 мм завширшки, укриває 1/3–1/2 горіха, загострена біля основи, із запушеними лусочками.

## Середовище проживання
Ендемік південно-східних регіонів США: Південна Кароліна, Індіана, Іллінойс, Теннессі, Меріленд, Техас, Міссурі, Джорджія, округ Колумбія, Луїзіана, Вірджинія, Кентуккі, Оклахома, Алабама, Північна Кароліна, Арканзас, Міссісіпі, Делавер, Флорида.
Населяє погано дреновані днища та середньо вологі схили; на висотах 0–300 м.

## Використання
Вид дає деревину виняткової якості, і як цінну породу деревини і великі розміри і швидке зростання. Його міцна, важка деревина використовується для меблів і внутрішньої обробки. Дуб також висаджується як декоративне тіньове дерево.

## Загрози
Цей дуб сприйнятливий до грибка Ceratocystis fagacearum. Крім того, основною загрозою є зміна клімату.

## Галерея

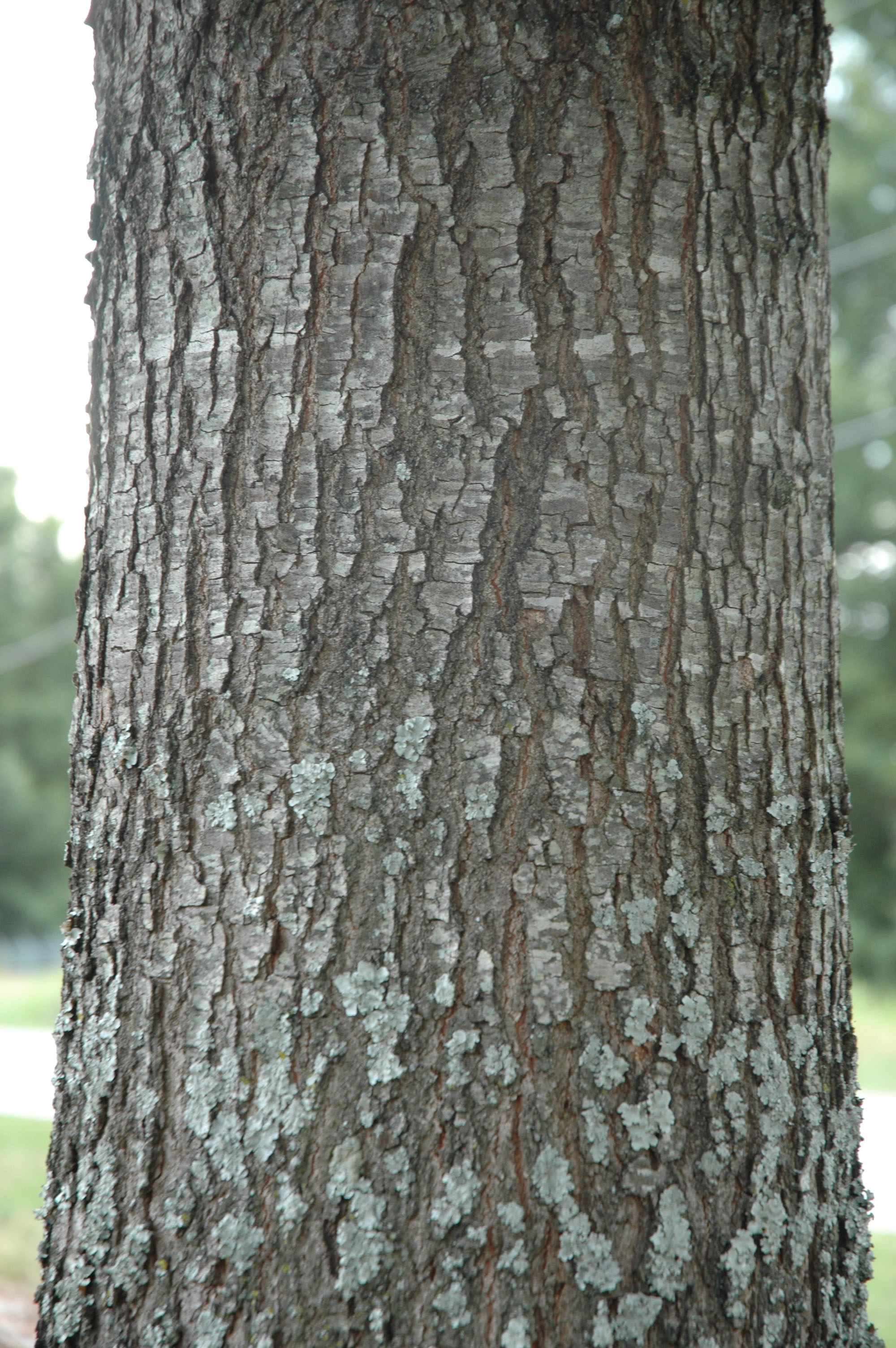
стовбур
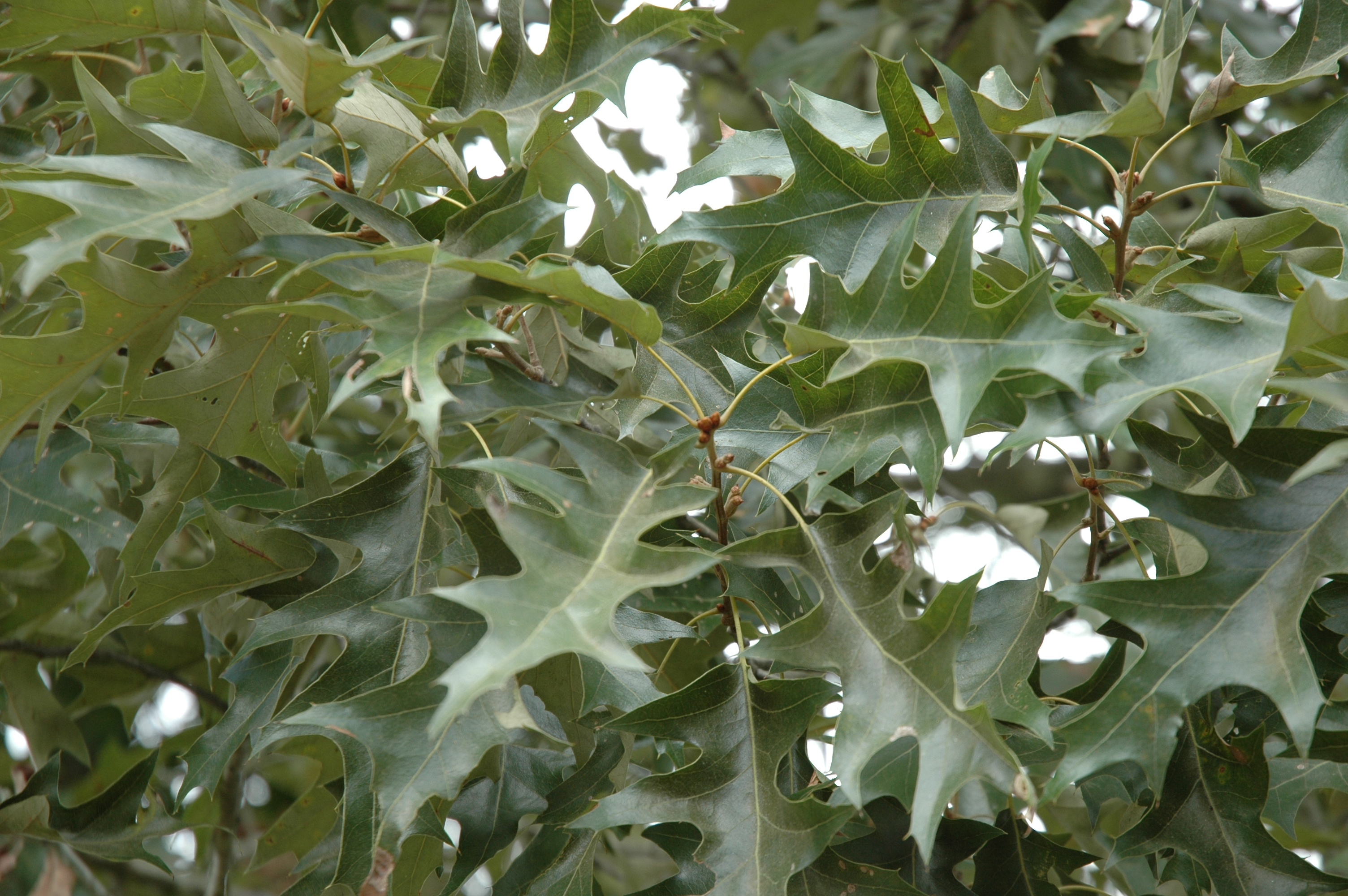
листки
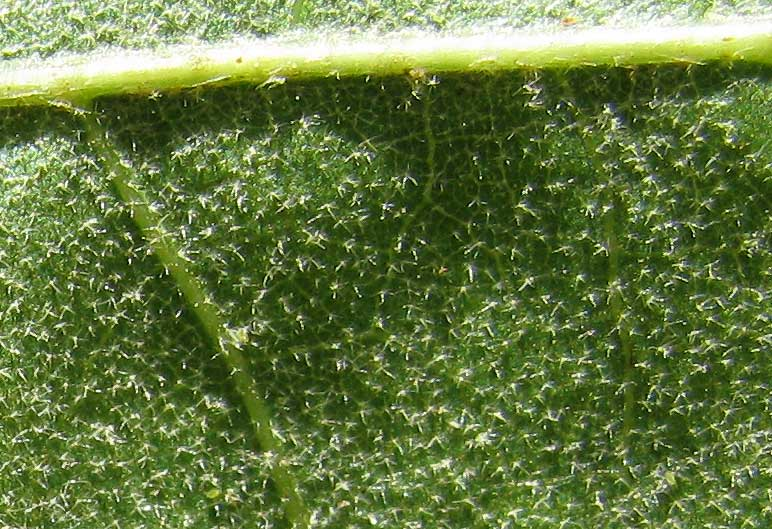
зірчасті листки на зворотному боці листя
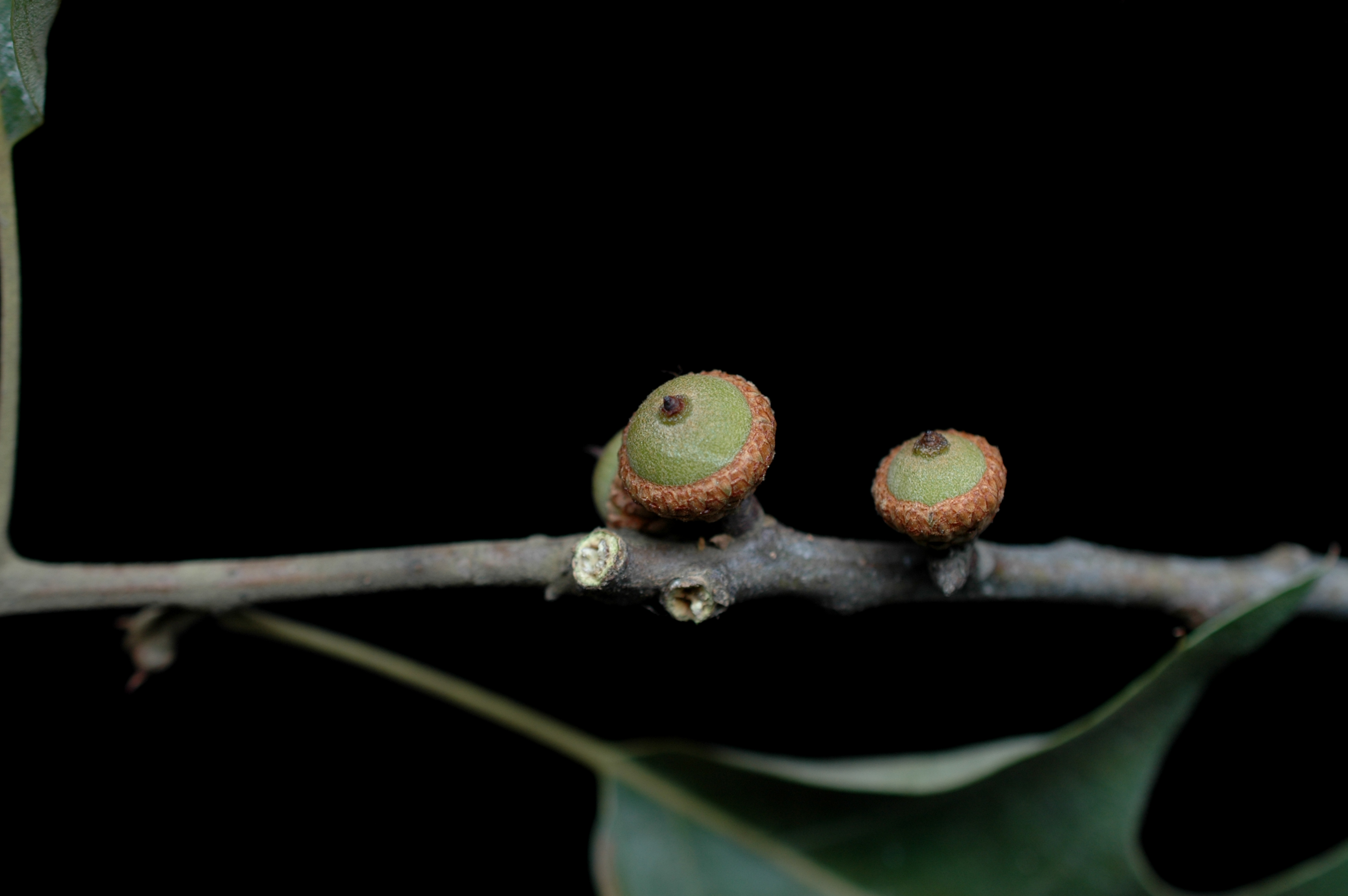
жолуді